# Frank H. Luce
Frank H. Luce, né le 23 mai 1859 et mort le 1er février 1937, est un politicien républicain servant dans l'État américain de Washington. Il occupe la fonction de lieutenant-gouverneur de Washington.
Il est mort à Seattle en 1937.